# Hans Croiset
Pour les articles homonymes, voir Croiset.
Hans Croiset, né le 15 octobre 1935 à Amsterdam, est un acteur, metteur en scène et écrivain néerlandais.

## Carrière
Issu d'une famille d'artistes, il est le petit-fils de l'acteur Jules Verstraete. Il est le fils de l'acteur et écrivain néerlandais Max Croiset et de l'actrice belge Jeanne Verstraete. Il est le frère ainé de l'acteur Jules Croiset. Il est l'oncle de  des acteurs Vincent Croiset et Niels Croiset. Il est le neveu de l'actrice belge Mieke Verstraete et des acteurs Guus Verstraete, Bob Verstraete et Richard Flink. Depuis 1962, il est marié avec l'écrivaine et femme politique Agaath Witteman avec qui il a eu 3 enfants. Il est le cousin des acteurs Coen Flink et Guus Verstraete jr..

## Filmographie
- 1977 : Un pont trop loin de Richard Attenborough[7]
- 1979 : Grijpstra & De Gier de Wim Verstappen : De Kater[8]
- 1982 : Le Silence autour de Christine M. (De stilte rond Christine M.) de Marleen Gorris : Rechter[9]
- 1984 : De Witte Waan de Adriaan Ditvoorst[10]
- 1990 : Roméo de Rita Horst[11]
- 1994 : It Will Never Be Spring de Frouke Fokkema : Duvekot[12]
- 2005 : Guernesey de Nanouk Leopold : Vader[13]
- 2010 : Majesty de Peter de Baan[14]
- 2012 : Koning van Katoren de Ben Sombogaart[15]
- 2012 : Only Decent People de Lodewijk Crijns : Professeur[16]
- 2016 : De Held de Menno Meyjes : Herman Silverstein[17]
- 2016 : A Real Vermeer de Rudolf van den Berg : The President of the Court[18]